# 江忠濬
江忠濬，湖南新宁人，清朝政治人物。
同治六年十月十七，由四川布政使调任廣西布政使。同治八年五月十五（1869年6月24日），召京后罢免。